# Katrinelundsgymnasiet

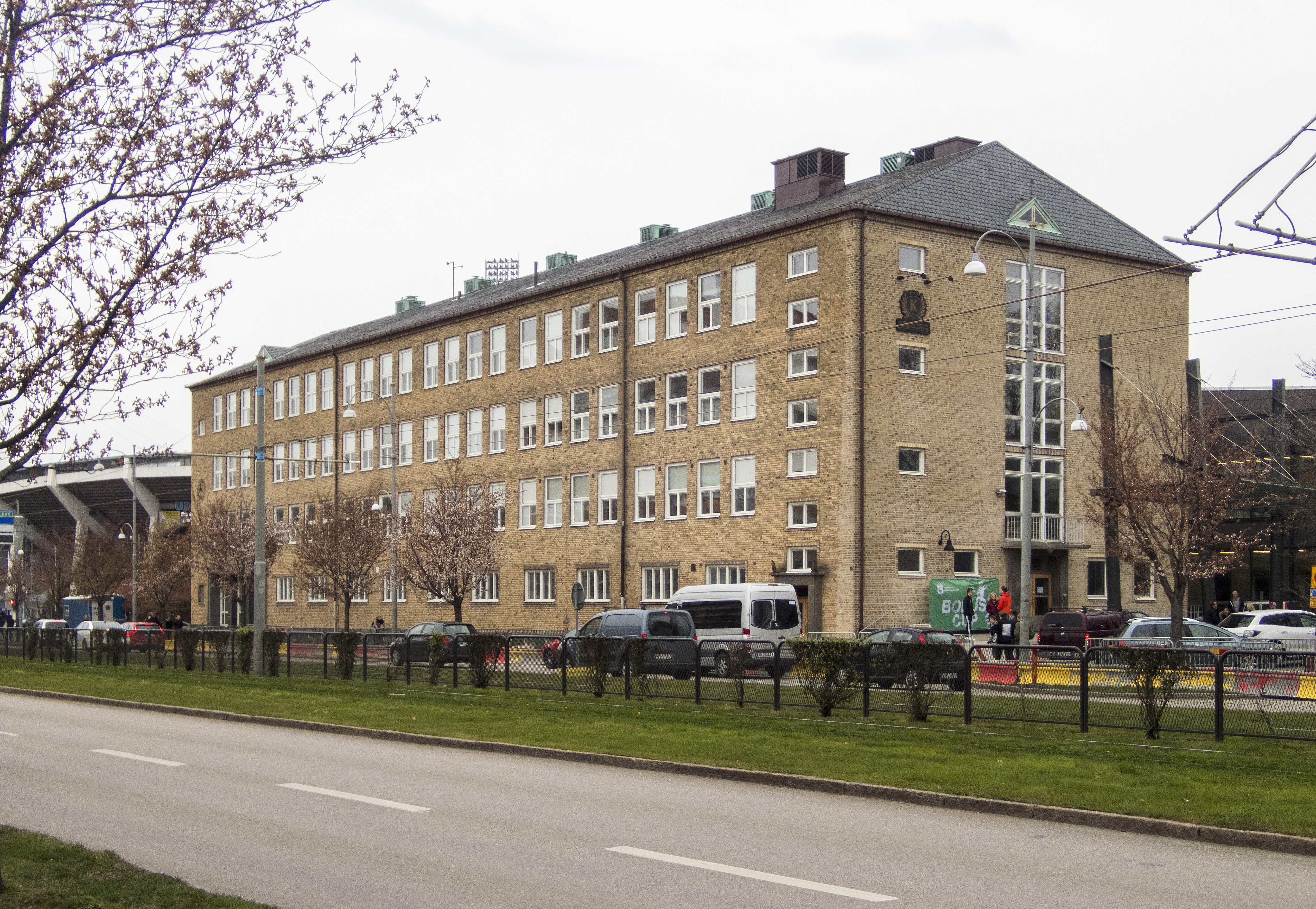
Katrinelundsgymnasiet från Skånegatan.

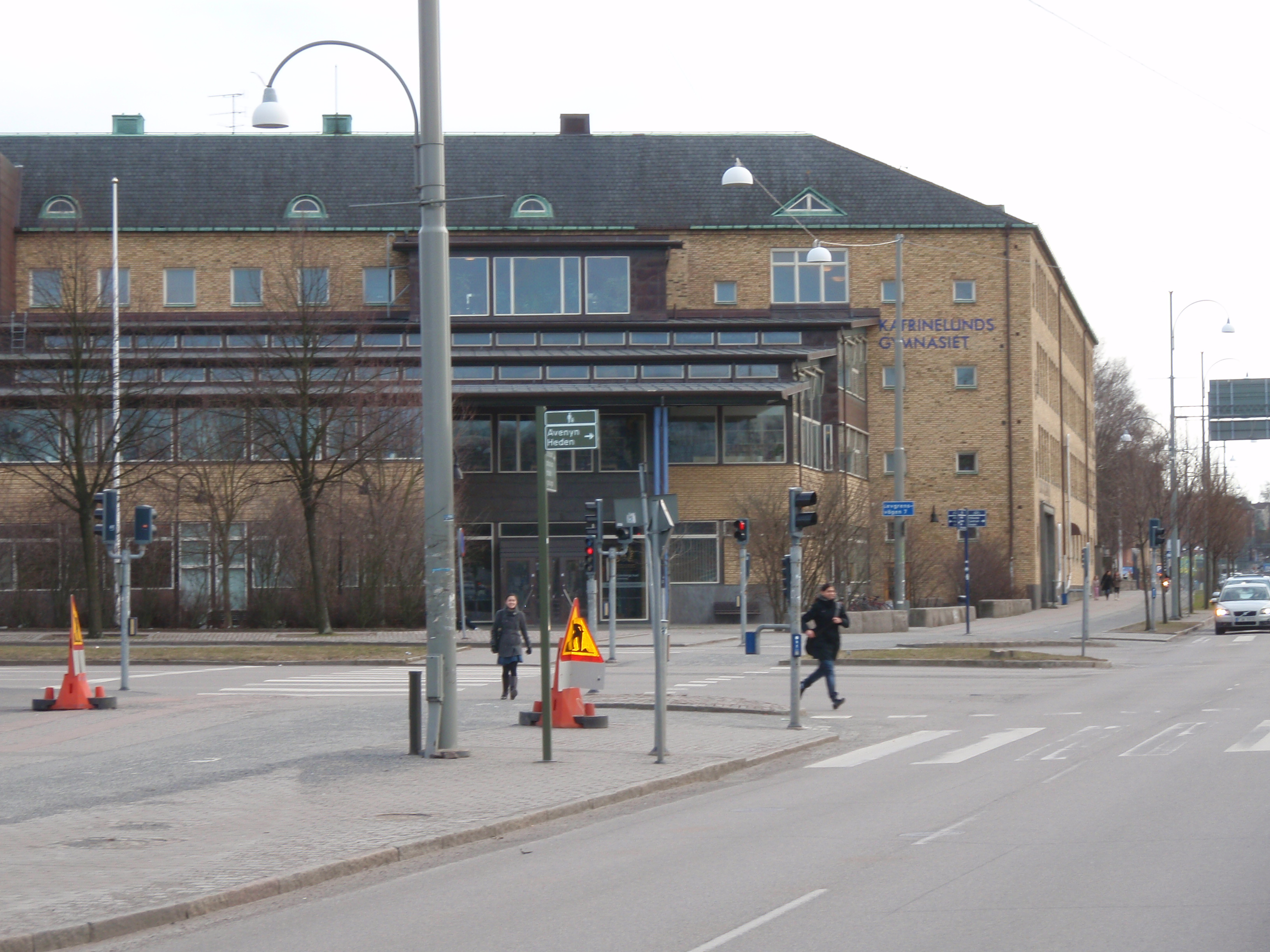
Katrinelundsgymnasiet.

Katrinelundsgymnasiet är en gymnasieskola i Göteborg. Skolbyggnaden vid Skånegatan restes 1947 efter ritningar av Axel Forssén för "Praktiska Mellanskolan", "PRAM". Skolan togs i bruk till höstterminen 1950.  Skolan hade utbildningar inom teknik, handel och hushåll. År 1971 blev skolan en gymnasieskola och bytte då namn till Katrinelundsgymnasiet. Skolan ligger på Skånegatan i centrala Göteborg,  mitt emellan Ullevi och Scandinavium.
På 90-talet gjorde man en tillbyggnad med ny entré, undervisningssalar, reception, vaktmästeri, uppehållsrum och ett stort luftigt bibliotek med studiehall på övervåningen. De säger själva att de "har det finaste skolbiblioteket" i Göteborg. Husen på skolan består av huvudbyggnaden och idrottshuset. De förvaltas av Lokalförsörjningsförvaltningen.
Det intilliggande Slottsbergsgymnasiet är en gymnasiesärskola som ligger i eget hus bredvid Katrinelundsgymnasiet. Det tillhör inte Katrinelundsgymnasiet men använder skolrestaurangen och idrottshuset.

## Utbildning
2013 har gymnasiet omkring 1300 elever och erbjuder utbildningar inom följande områden:

### Idrottsutbildning
Katrinelundsgymnasiet är idag Sveriges största idrottsgymnasium, och idrott är kärnutbildningen på skolan. 2013 går cirka 550 elever på skolan som har någon idrott som inriktning. På skolan finns 15 olika idrotter representerade varav handboll och friidrott är riksrekryterande.
Övriga idrotter som finns på skolan är:
- Bandy
- Basket
- Bordtennis
- Brottning
- Fotboll
- Golf
- Innebandy
- Ishockey
- Judo
- Konståkning
- Orientering
- Simning
- Tennis
- Truppgymnastik

### Hörselprogrammet
Kartrinelundsgymnasiet erbjuder hörselskadade att läsa i en specialanpassad miljö med små grupper och mindre klassrum utrustade med modern teknik.

### Program
- Bernadottegymnasiet
- Naturvetenskapsprogrammet
- Vård- och omsorgsprogrammet
- Samhällsvetenskapsprogrammet
- Ekonomiprogrammet